# Травея

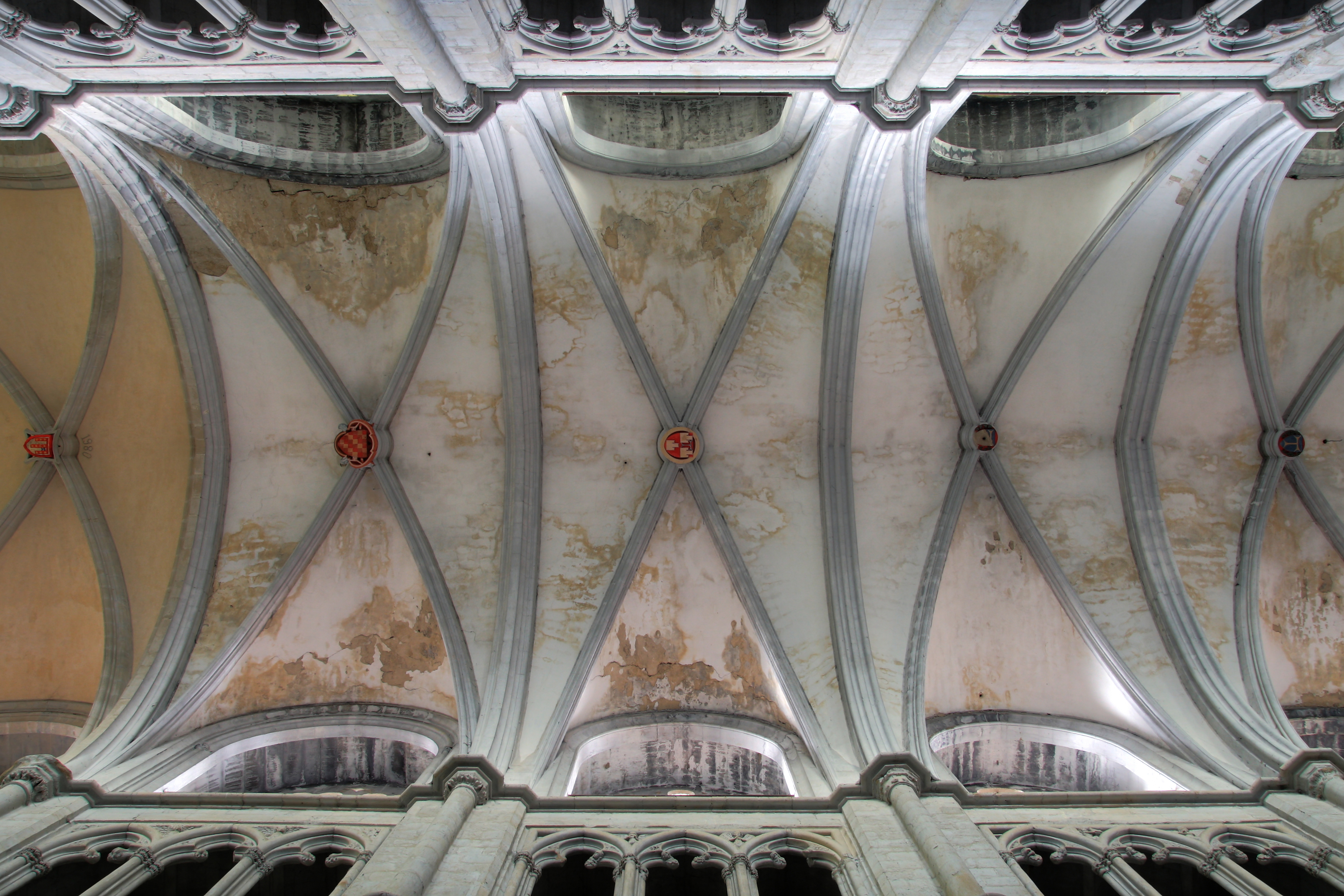
Чотириколонні травеї в храмі. Сент-Антуан-л'Аббеї.

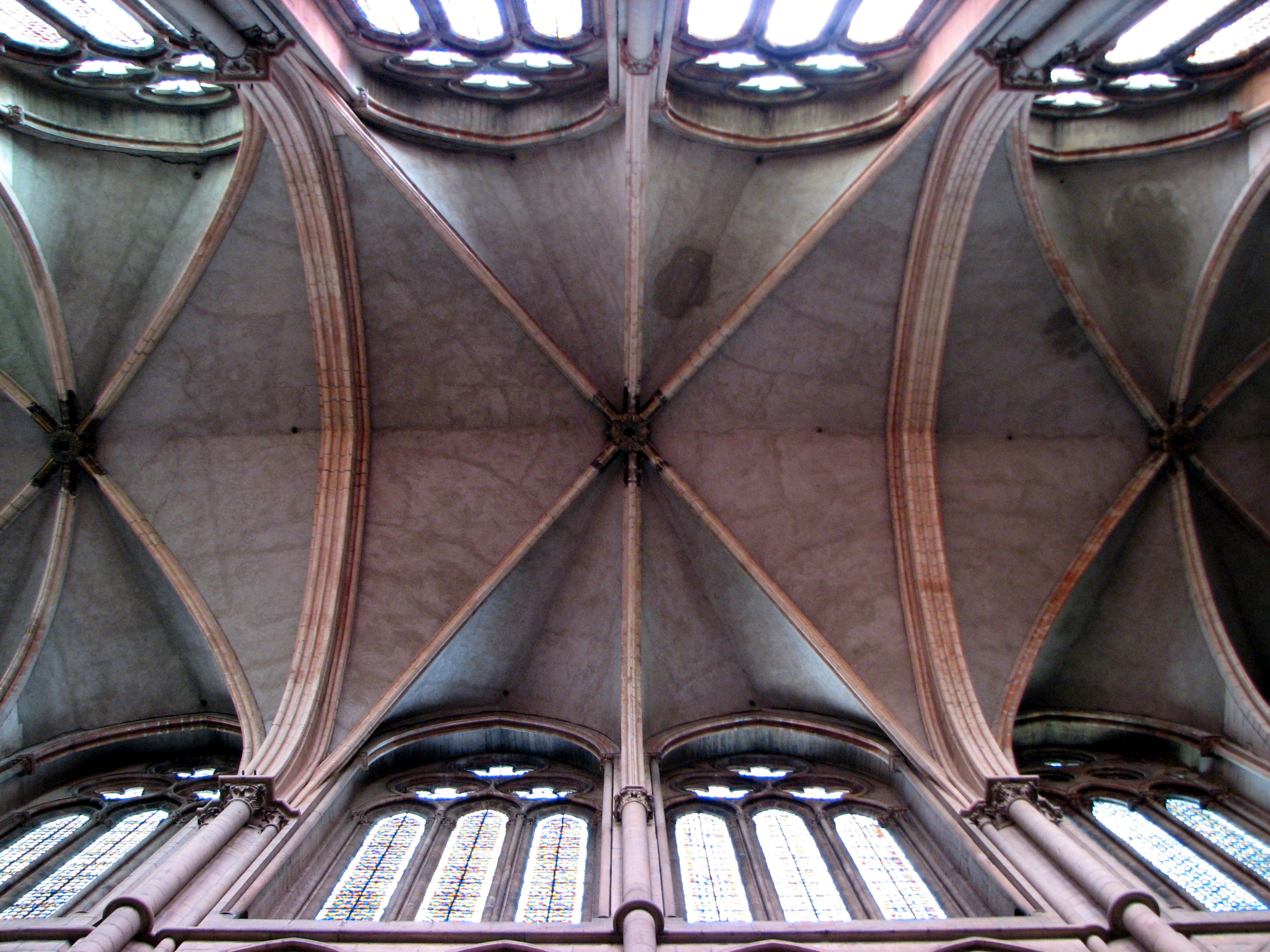
Шестиколонні травеї. Кафедральний собор Івана Хрестителя в Ліоні.

Траве́я (фр. travée — «прогін, ряд») — прямокутна у плані чарунка простору нефа у романському або готичному храмі під одним хрестовим чи зімкненим склепінням, яку підтримують чотири, інколи шість, підпор.